# Hussein Chalayan
Hussein Chalayan (Turks: Hüseyin Çağlayan) (1970) is een Turks-Cypriotische modeontwerper.
Hij studeerde aan het Central Saint Martins College of Art and Design in Londen, en viel tijdens zijn eindexamen op doordat hij gebruik maakte van onconventionele materialen en onorthodoxe technieken. Zijn eindexamencollectie die hij lange tijd had ingegraven in de grond, zorgde voor veel opschudding en verwarring.
In april 2004 opende Chalayan zijn eerste flagshipstore in Tokio.
Zijn 10-jarige overzichtstentoonstelling werd in 2005 gehouden in het Groninger Museum.